# Kipper- und Wipperzeit

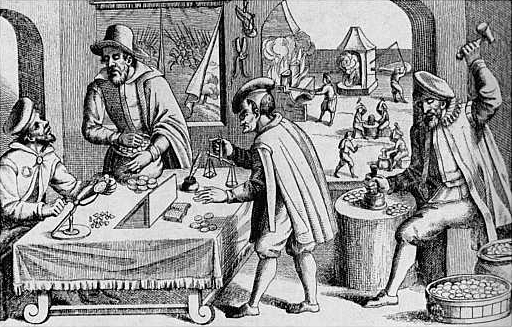
Il Kipper- und Wipperzeit nasce dal collasso della scala monetaria.

Con l'espressione tedesca Kipper- und Wipperzeit si indica la rilevante svalutazione monetaria che ebbe luogo nel secondo e terzo decennio del XVII secolo, durante la Guerra dei trent'anni, e che ebbe la punta massima negli anni 1621 - 1623. Nel 1680 ci fu in Germania un altro periodo che ebbe lo stesso nome, la "piccola Kipper- und Wipperzeit".
Il nome viene dalla pratica fraudolenta di svalutare la moneta con l'uso di bilance (Wippe) falsificate o togliere il bordo esterno (da kippen che in basso-tedesco significa tagliare intorno) e riducendo così il contenuto di metallo prezioso della moneta e sostituendolo con rame.

## Cause e pratica dell'inflazione
La spinta ad una svalutazione monetaria sistematica portò dalla metà del XVI secolo alla carenza di denaro circolante nel Sacro Romano Impero Germanico. Le cause di questa carenza di denaro furono vari, tra cui la diminuzione della produzione di argento in Germania, l'accumulo di denaro necessario per pagare il soldo ai mercenari e il simultaneo aumento delle necessità di lusso delle corti tedesche. Inoltre, i metodi moderni di creazione di denaro con mezzi come la moneta fiduciaria ed il credito erano appena agli inizi.
Questa carenza di denaro non poteva essere compensata neanche dagli enormi quantitativi di metalli preziosi importati, a partire da circa il 1560, dal "Nuovo Mondo" da parte di Spagna e Portogallo, nonostante ci fossero occasionali eccedenze di offerta. Tuttavia ci fu – oltre al deterioramento delle monete a causa dello scarso titolo descritto in seguito – anche una generale caduta del prezzi dei metalli preziosi rispetto ai generi alimentari. Come causa in Germania può essere considerato un aumento generale della popolazione, con un contemporaneo spostamento di questa verso le città.
Questo processo, che era iniziato già in precedenza, si intensificò soprattutto dopo la guerra dei contadini tedeschi del 1525 con lo spostamento verso le città di persone che provenivano dai territori feudali vicini, secondo il motto „Stadtluft macht frei“ (l'aria di città rende liberi), mentre si creava una stagnazione della produttività e della produzione agricola. Sul finire del XVI secolo si creò una serie di fattori di incremento dei prezzi, che ebbero il loro picco durante la guerra dei trent'anni, nel Kipper- und Wipperzeit, tra il 1621 ed il 1623. In questa situazione, i feudatari approfittarono anche di una carenza strutturale del Reichsmünzordnung (ordinanza monetaria imperiale) del 1559, carenza che permise loro, in qualità di detentori locali del diritto di coniazione, di emettere monete frazionarie locali con contenuto di argento inferiore rispetto alle monete imperiali.
Interessate da questo cambiamento furono le monete più piccole, come ad esempio i Pfennig, i Kreuzer, i Groschen e i mezzi Batzen.
Anche alcune, relativamente poche, monete d'argento di grande modulo, provenienti dall'area tedesco-meridionale e boema, dette Kippertaler o Kippergulden, furono interessate da tale deterioramento. Le monete di piccolo taglio già nominate furono emesse imitando monete che erano già in circolazione con un contenuto di argento inferiore al valore nominale e immesse in circolazione in grandi quantità in altre parti dell'Impero.
Ad esempio, furono coniate in diverse zecche delle imitazioni ancora più scadenti, quanto al contenuto di metallo fine, dello Schreckenberger, una moneta d'argento battuta in Sassonia dal 1498 al 1571. Un altro metodo era quello di tollerare (temporaneamente) e addirittura diffondere ovunque nei territori feudali da parte dei principi delle cosiddette Heckenmünzen, che non erano autorizzate dall'Impero, con cui furono coniate grandi quantità di monete di bassa qualità, che poi contribuirono con l'aumento della moneta in circolazione all'inflazione.
Secondo la legge di Gresham, iniziò, tra le zecche, una forzata "concorrenza" nel deterioramento delle monete di piccolo taglio, che trovò la sua fine, solo parziale, con l'introduzione di una moneta frazionaria ufficiale o di una moneta locale alla fine del XVII secolo.

## Conseguenze e termine
A risentire della svalutazione furono soprattutto i lavoratori dipendenti, che erano pagati con monete emesse da principi e da città che avevano ora un minor valore, mentre i produttori di prodotti agricoli e industriali potevano richiedere un pagamento in valuta più forte. L'insorgere dell'inflazione portò a miseria, povertà e fame, dopo di gli abitanti, principalmente quelli delle città, protestarono con numerosi opuscoli e agitazioni contro il deterioramento della moneta. Quando i principi e le città finalmente si resero conto che i vantaggi erano solo apparenti, poiché le monete cattive erano ora ricevute indietro per il pagamento delle tasse e delle imposte, iniziarono a ritirare le monete erose ed a emetterne di nuove secondo la vecchia scuola.
Un altro importante motivo per una riforma monetaria può essere in parte attribuibile al reclutamento di mercenari, che volevano combattere solo "soldi buoni" Le Kipper furono cambiate dopo il 1623, spesso al di sotto del loro valore in metallo, nella nuova moneta.
Per i successivi periodi di svalutazione delle monete, si parla anche di un "secondo Kipper- und Wipperzeit" (dagli anni sessanta agli anni novanta del XVII secolo), come anche di un "terzo Kipper- und Wipperzeit" (dal 1757, cfr. Ephraimiten).

## Andamento
La tabella che segue rende l'andamento del rapporto tra il Reichstaler ed il Kreuzer.
| Periodo   | Cambio Reichstaler–Kreuzer |
| --------- | -------------------------- |
| 1566      | 68                         |
| 1590      | 70                         |
| 1600      | 72                         |
| 1610      | 84                         |
| 1616/17   | 90                         |
| fine 1619 | 124                        |
| fine 1620 | 140                        |
| fine 1621 | <390                       |
| 1622/23   | >600 localmente >1000      |
| dal 1623  | 90                         |